# Liriope graminifolia
Liriope graminifolia är en sparrisväxtart som först beskrevs av Carl von Linné, och fick sitt nu gällande namn av John Gilbert Baker. Liriope graminifolia ingår i släktet Liriope och familjen sparrisväxter. Inga underarter finns listade i Catalogue of Life.